# Adhemarius gagarini
Adhemarius gagarini, popularmente conhecida como mariposa-esfinge, é uma espécie de artrópode lepidóptero, mais especificamente de mariposa, pertencente à família dos esfingídeos (Sphingidae).

## Taxonomia
Adhemarius gagarini foi descrito por José Francisco Zikán em 1935. Em 1937, foi implicitamente assumido como sinônimo de Amplypterus gannascus (atual Adhemarius gannascus) por Austin Hobart Clark. Foi restabelecido como espécie por Rene Lichy em 1962. Foi implicitamente transferido ao gênero Adhemarius por Bernard d'Abrera, e formalmente em 1999 por Jean Hexaire e Daniel Herbin. Reconhecia-se a subespécie Adhemarius gannascus gannascus, que em 1996 seria reconhecida como sinônimo da espécie por R. H. Carcasson e J. B. Heppner.

## Distribuição e habitat
Adhemarius gagarini ocorre no Brasil, Venezuela, Bolívia, Guiana Francesa, Suriname e Guiana. No Brasil, em particular, segundo dados do Sistema de Informação sobre a Biodiversidade Brasileira (SiBBr) e do Instituto Chico Mendes de Conservação da Biodiversidade (ICMBio), há ocorrências da espécie nos estados do Maranhão, Rio de Janeiro, São Paulo, Amazonas, Pará, Mato Grosso, Bahia, Espírito Santo, Paraná, Santa Catarina, Rondônia e Roraima. Em termos hidrográficos, ocorre nas sub-bacias do Jequitinhonha, do Litoral do Espírito Santo, do Litoral do Rio de Janeiro, do Negro, da Paraíba do Sul, do Tapajós, do Tietê, do Baixo Tocantins, do Trombetas e do XIngu. Habita área de florestas nos biomas da Amazônia e Mata Atlântica.

## Ecologia
Adhemarius gagarini é herbívoro e nectarívoro. Provavelmente há pelo menos duas gerações por ano. Na Bolívia, foi registrado em outubro e dezembro. Na Guiana Francesa, foi registrado em fevereiro. Johan van't Bosch relatou um voo em julho no Suriname e Hubert Mayer relatou um voo em março em São Paulo, no Brasil.

## Descrição
Adhemarius gagarini é sobremaneira trapezoidal, semelhante em formato a Adhemarius ypsilon.

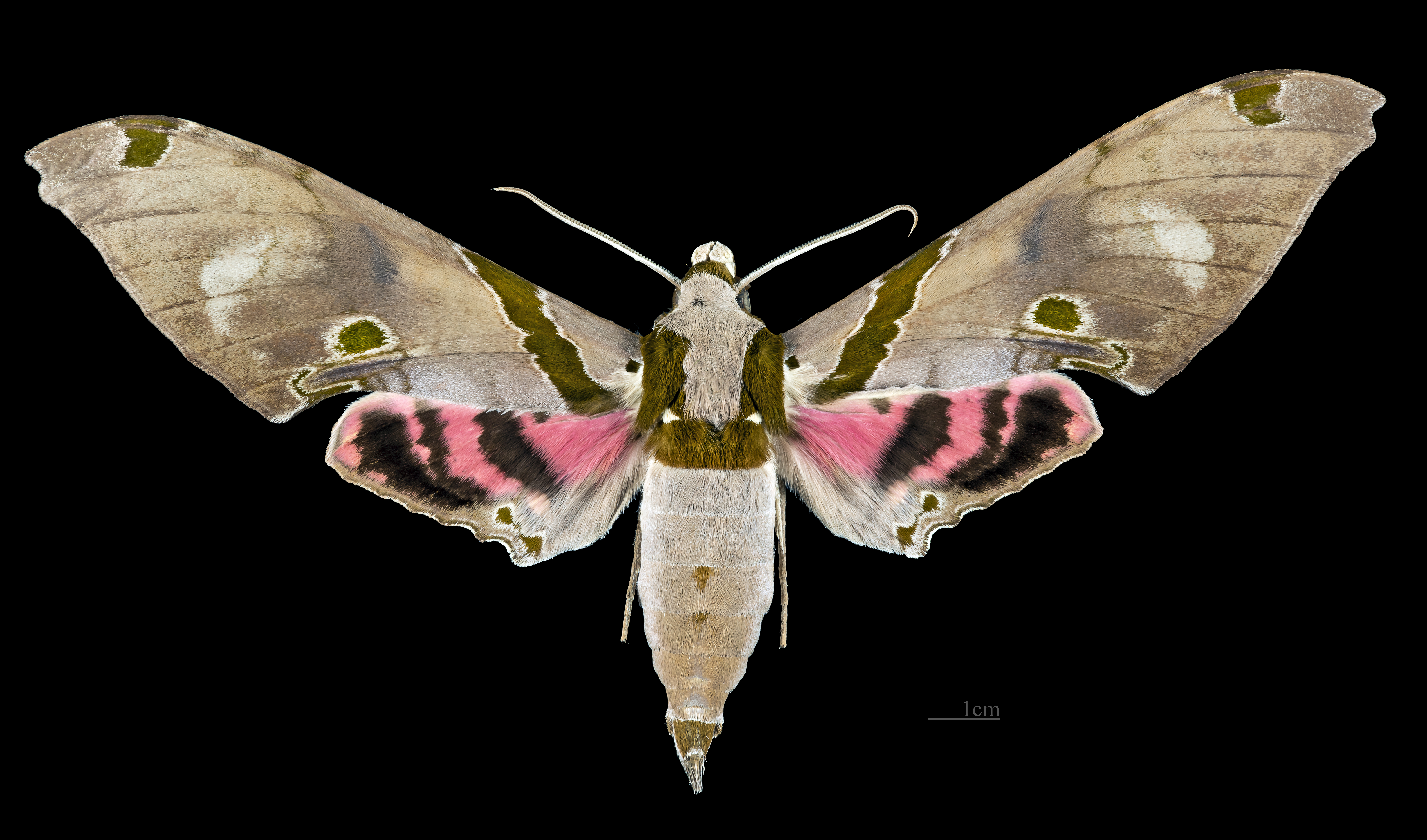
Dorsal do macho
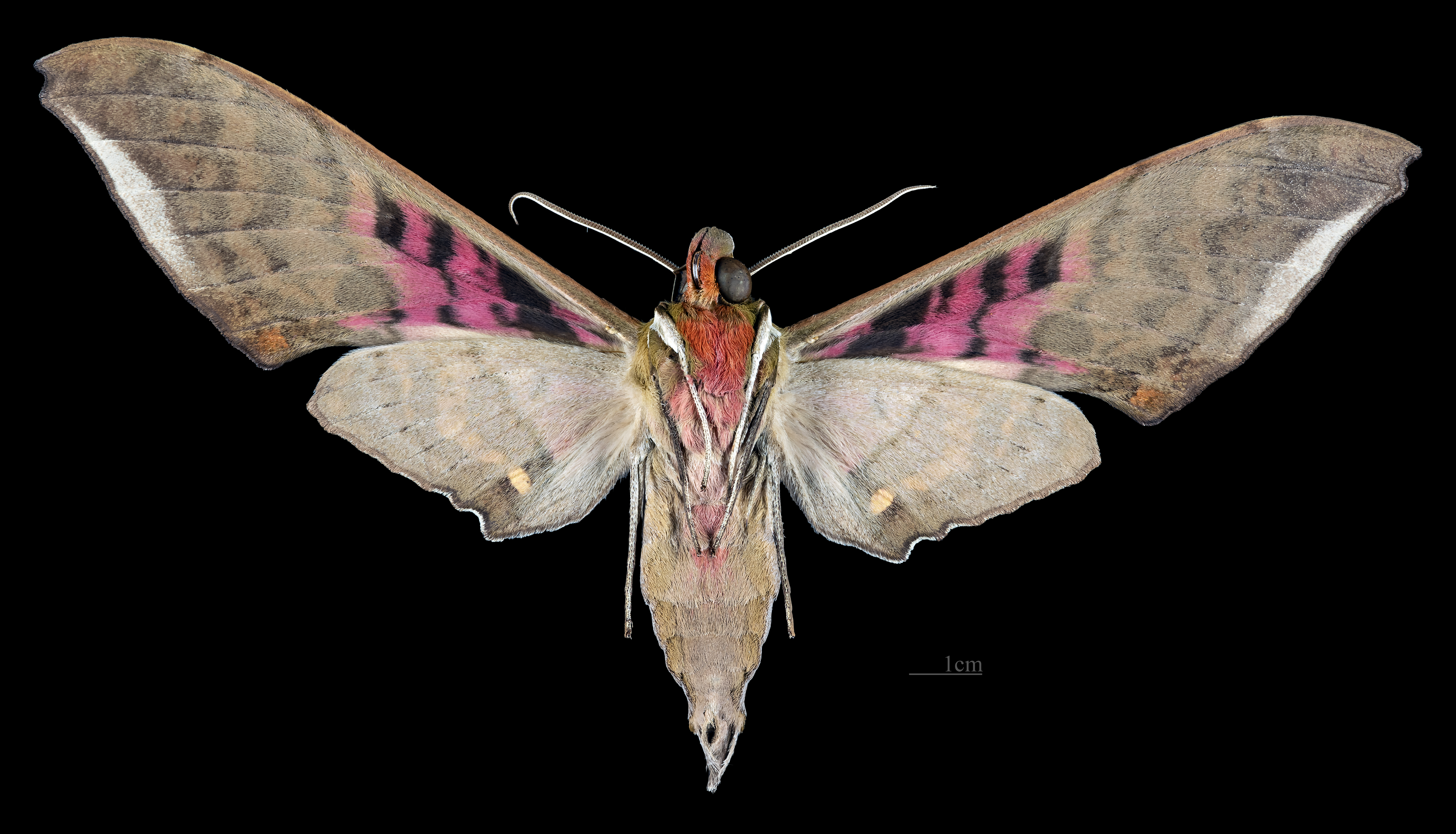
Ventral do macho
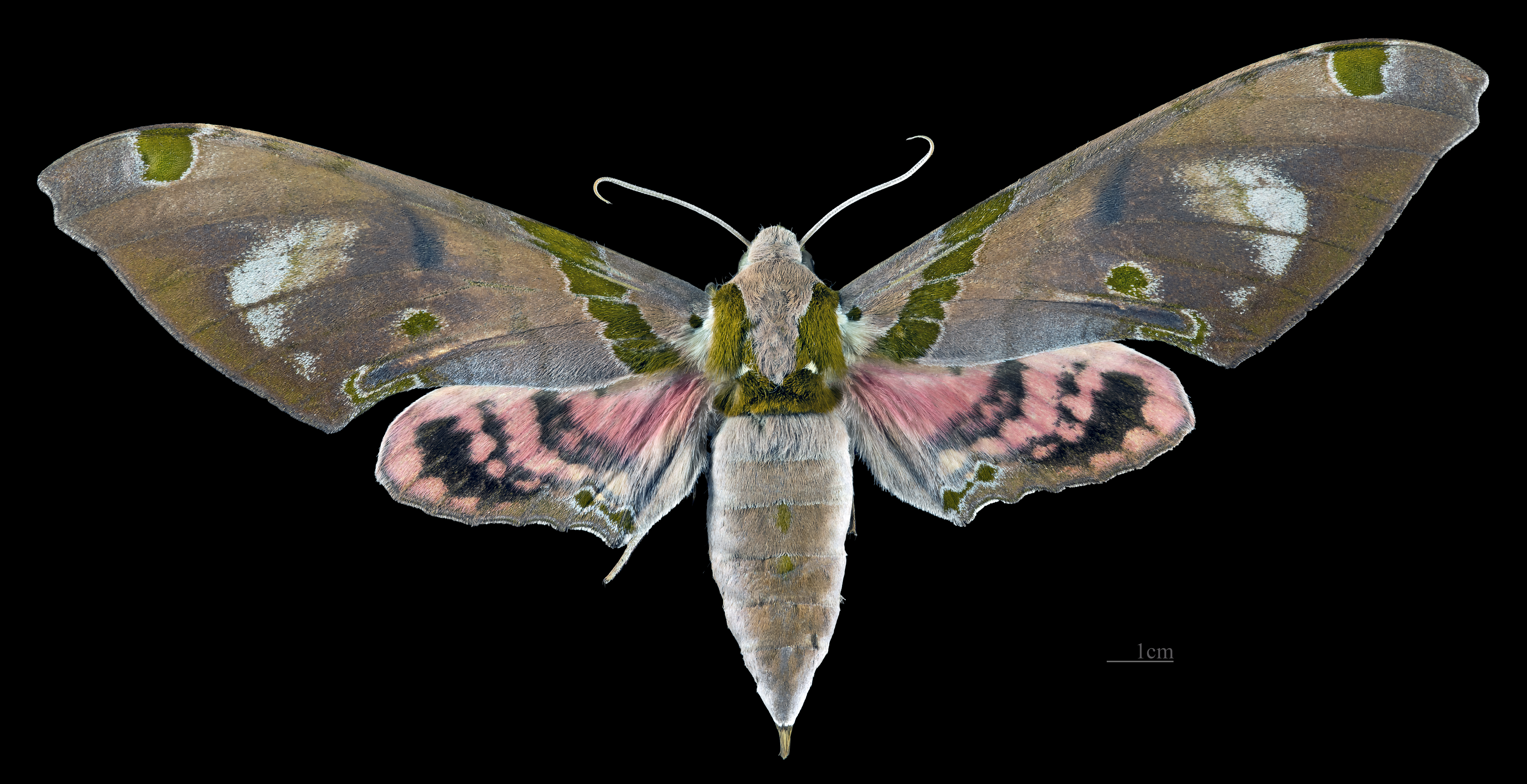
Dorsal da fêmea
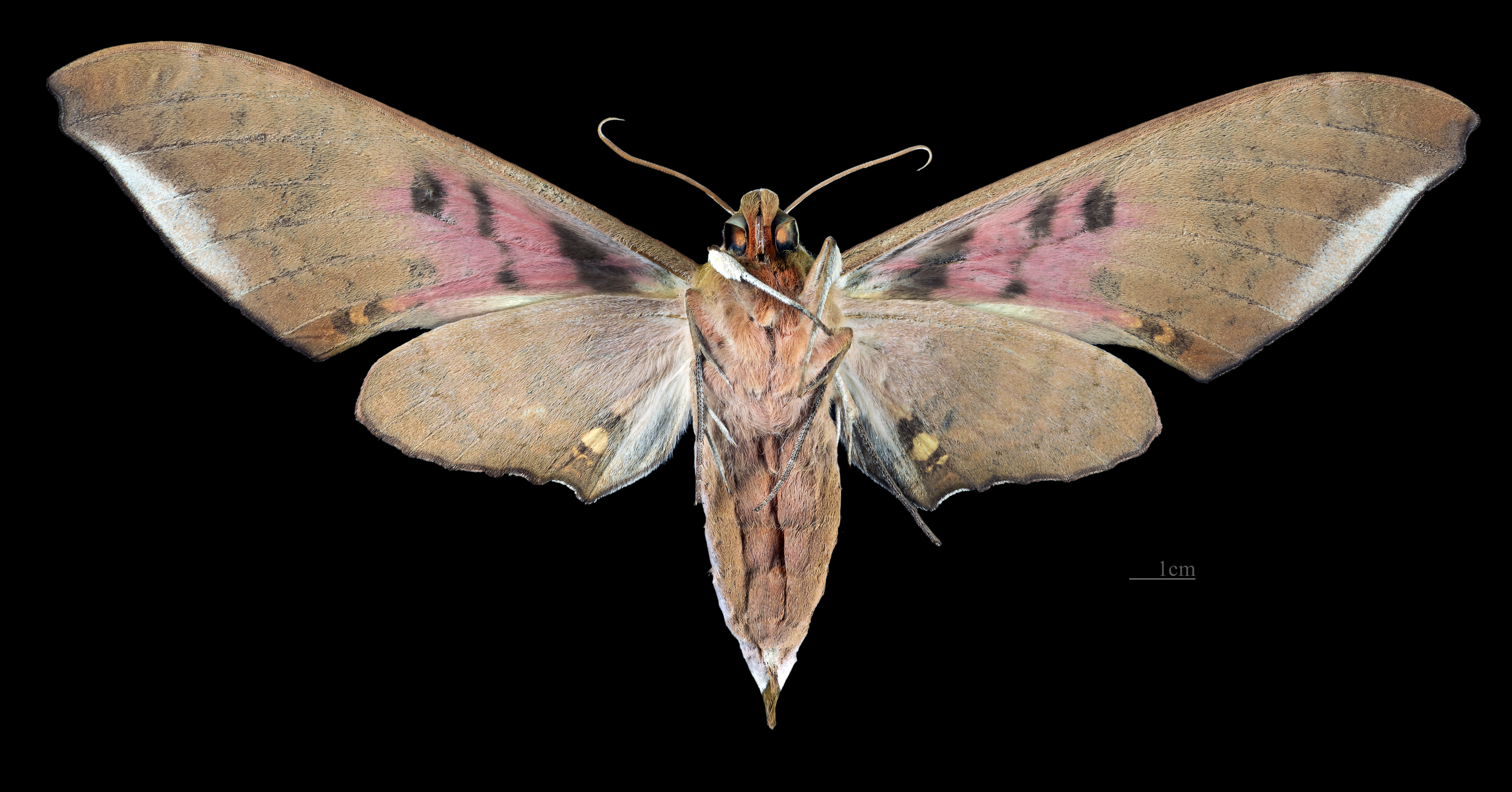
Ventral da fêmea

## Conservação
Adhemarius gagarini é ameaçado pela poluição luminosa e expansão urbana na Mata Atlântica, bem como por queimadas não planejadas e/ou não autorizadas na Amazônia. Apesar disso, essas ameaças não representam risco significativo a ponto de colocar em risco a conservação da espécie. Em sua área de distribuição, está presente em algumas áreas de conservação: a Área de Proteção Ambiental de Petrópolis (APA Petrópolis), o Parque Nacional do Jaú (PARNA Jaú), o Parque Nacional da Serra do Pardo (PARNA Serra do Pardo), a Reserva Biológica do Gurupi (Rebio do Gurupi), o Parque Estadual da Serra do Mar, o Parque Estadual Intervales e a Reserva Particular do Patrimônio Natural Fazenda Limeira (RPPN Fazenda Limeira). Em 2018, Adhemarius gagarini foi classificada como pouco preocupante no Livro Vermelho da Fauna Brasileira Ameaçada de Extinção do Instituto Chico Mendes de Conservação da Biodiversidade (ICMBio).